# NGC 982
NGC 982 é uma galáxia espiral (Sa) localizada na direcção da constelação de Andrômeda. Possui uma declinação de +40° 52' 10" e uma ascensão recta de 2 horas, 35 minutos e 24,8 segundos.
A galáxia NGC 982 foi descoberta em 17 de Outubro de 1786 por William Herschel.